# Гаріпова Діна Фагімівна
Ді́на Фагі́мівна Гарі́пова (рос. Дина Фагимовна Гарипова, тат. Динә Фәһим кызы Гарипова; нар. 25 березня 1991 року, Зеленодольськ, СРСР)  — російська татарська співачка, переможниця шоу «Голос» 2012 року на «Первом канале», Заслужена артистка Республіки Татарстан.
Представляла Росію на Євробаченні 2013 з піснею «What If».

## Біографія
Народилася 25 березня 1991 року в Зеленодольську в сім'ї медиків. Батько Фагім Мухаметовіч і матір Альфия Газізяновна — кандидати медичних наук.
З 6 років займалася вокалом у Театрі пісні «Золотий мікрофон» (місто Зеленодольськ, педагог з вокалу — Олена Антонова). Навчається в Казанському державному університеті на факультеті журналістики (заочне відділення). Закінчила школу театру пісні «Золотий мікрофон» і гастролювала з народним артистом Татарстану.
У 1999 році стала лауреатом I ступеня Всеросійського конкурсу «Жар-птиця» (місто Іваново), в 2001 — лауреатом I ступеня Республіканського фестивалю «Сузір'я-Йолдизлик», після чого Діну стали запрошувати на різні концерти і заходи, що проводяться оргкомітетом цього фестивалю. У 2005 році стала лауреатом Міжнародного конкурсу в місті Тарту (Естонія). У 2008 Діна разом з театром «Золотий мікрофон» брала участь у Міжнародному конкурсі у Франції, де їх мюзикл завоював Гран-прі.
З 2009 року працює з продюсерським студією Романа Оболенського, у співпраці з якою в 2010 і 2012 роках в Зеленодольську пройшли сольні концерти співачки. На початку 2010 року дебютувала з власним музичним колективом на Міському конкурсі «Зимова естрада», отримавши гран-прі конкурсу.
29 грудня 2012, випередивши у фіналі Ельміра Калимуллина, перемогла у телешоу «Голос» на «Первом канале» (виступала в команді Олександра Градського), з більш ніж 1,7 млн дзвінків та SMS-повідомлень за неї проголосували 54,1 % телеглядачів (927 282 особи). Як переможниця шоу, Діна Гаріпова уклала дворічний контракт з можливою пролонгацією із звукозаписною студією «Юніверсал». Володарку «дійсно чарівного вокалу» журналісти називають «російської Адель» та продовжувачкою традицій Сьюзен Бойл.
30 грудня 2012 Указом Президента Татарстану Діні Гаріповой присвоєно звання Заслуженого артиста Республіки Татарстан.
19 лютого 2013 а стало відомо, що Росію на конкурсі пісні Євробачення 2013 представить Діна Гаріпова з піснею «What If», написаної шведськими продюсерами Габріелем Аларесом і Йоакімом Бьорнбергом у співавторстві з колишнім бас-гітаристом гурту «Автограф» Леонідом Гуткін.
У репертуарі Діни Гаріповой пісні російською, татарською, англійською, італійський та французькою мовами. Основний напрямок Її творчості — естрадне, також пробує себе в стилі рок
Діапазон Діни 2.4 октави.

## Нагороди
- 1999 — лауреат I ступеня Всеросійського конкурсу «Жар-птиця» (Іваново)
- 2001 — лауреат I ступеня Республіканського фестивалю «Сузір'я-Йолдизлик»
- 2005 — лауреат Міжнародного конкурсу в Естонії, Тарту
- 2008 — Гран-Прі у Міжнародному конкурсі [якому?] під Франції
- 2009 — номінант премії Президента Росії Дмитра Медведєва, Москва, форум «Прорив».
- 2012 — переможець шоу «Голос», «Перший канал».
- 2012 — Заслужена артистка Республіки Татарстан